# Lockstedt
Lockstedt er en by og kommune i det nordlige Tyskland, beliggende i Amt Kellinghusen i den nordøstlige del af Kreis Steinburg. Kreis Steinburg ligger i den sydvestlige del af delstaten Slesvig-Holsten.

## Geografi
Lockstedt ligger 5 km nordøst for Hohenlockstedt og 7 km nord for Kellinghusen. Omkring 6 km syd for Lockstedt går Bundesstraße B206 fra Itzehoe til Bad Bramstedt. Godset Springhoe og søen Mühlenteich, som Mühlenbarbeker Au løber gennem, ligger i kommunen.